# ANNニュースフレッシュ
『ANNニュースフレッシュ』（エイエヌエヌ - ）は、1987年（昭和62年）9月28日から2003年（平成15年）9月28日まで放送されていた、テレビ朝日系列（ANN）の朝の定時ニュース番組である。

## 概要
『ANNニュースセブン』の後継番組で、放送時間は長らく6時30分 - 6時45分（JST）だった（『CNNデイブレイク』が放送された時期は、同番組の1コーナーとして内包したが、一部の系列局は独立した番組として放送されていた）。
その後、『やじうまワイド』の拡大に伴って1996年秋に平日枠が、1998年秋には土曜枠がそれぞれ番組内の独立ネットコーナーとして内包、2002年7月以降は後継番組の『やじうまプラス』に内包された。放送時間も『やじうまワイド』時代に早まり、末期は6時10分 - 6時19分に放送されていた。テレビ朝日が六本木ヒルズへ移転した2003年9月29日からは他の時間帯同様『ANNニュース』のタイトルとなった（ANN系列局各局のエンド5秒では、まだ「ANNニュースフレッシュ」になっている地域もある他、一部の系列局のホームページ内の番組表には、2003年10月以降も「ANNニュースフレッシュ」と表記されていたが後に「ANNニュース」に統一となった）。
なお、瀬戸内海放送では「ANNニュース」が、正式名になったあとも、2005年9月末頃までは、番組の最後に5秒間ほど青色背景に「ANNニュースフレッシュ 終」の表示があり、バックミュージックはニュースステーション初代テーマ曲であった1985-90年バージョンものが流れていた。これもそれ以降はやはり青色背景で『ANNニュース』と画面右下に表示されるものに変更（バックミュージック無し）し、2009年現在はテレ朝出しのニュースVTRを背景に、画面右上に「ANN NEWS END」の自局出し白テロップが挿入される形となっている（バックミュージックはテレ朝と同じ）。
四国放送と南海放送は、当番組開始まで『おはよう!CNN』をネットしていた関係で、ANN非加盟ながら番販扱いで放送していた（後述）。
1990年4月2日から1993年4月2日までの月曜から金曜までは『CNNデイブレイク』に内包して放送していたため、1992年9月までは川瀬眞由美など女性キャスターが『この時間からご覧の皆様、おはようございます。全国のニュースと天気予報です』などとコメントとしていた（保坂正紀・筒井里美のように「『ANNニュースフレッシュ』です」と言っていたパターンもあった）。この期間の月曜から金曜は『CNNデイブレイク』のテーマを使用していたが、土曜・日曜は平日で1990年3月まで使用していた『ニュースステーション』の初代アレンジテーマ曲を1993年3月まで継続して使用していた。

### 放送時間の変遷
| 期間       | 期間       | 放送時間（日本時間）  | 放送時間（日本時間）  | 放送時間（日本時間）  |
| 期間       | 期間       | 平日                  | 土曜                  | 日曜                  |
| ---------- | ---------- | --------------------- | --------------------- | --------------------- |
| 1987.09.28 | 1996.09.29 | 06:30 - 06:45（15分） | 06:30 - 06:45（15分） | 06:30 - 06:45（15分） |
| 1996.09.30 | 1997.09.28 | 06:10 - 06:19（09分） | 06:30 - 06:45（15分） | 06:30 - 06:45（15分） |
| 1997.09.29 | 1998.09.27 | 06:10 - 06:19（09分） | 06:30 - 06:45（15分） | 06:15 - 06:30（15分） |
| 1998.09.28 | 2002.03.31 | 06:10 - 06:19（09分） | 06:30 - 06:44（14分） | 06:15 - 06:30（15分） |
| 2002.04.01 | 2003.09.28 | 06:10 - 06:19（09分） | 06:30 - 06:43（13分） | 06:15 - 06:30（15分） |

## キャスターの変遷
歴代のメインキャスター
平日版
1992年9月以前の担当者
| 期間    | 期間   | 月 - 木曜日    | 金曜日         | 月曜日         | 火 - 木曜日    | 金曜日         |
| 期間    | 期間   | 男性           | 男性           | 女性           | 女性           | 女性           |
| ------- | ------ | -------------- | -------------- | -------------- | -------------- | -------------- |
| 1987.10 | 1988.3 | （シフト勤務） | （シフト勤務） | （シフト勤務） | （シフト勤務） | （シフト勤務） |
| 1988.4  | 1989.9 | 保坂正紀       | 保坂正紀       | 山口容子1      | 山口容子1      | 山口容子1      |
| 1989.10 | 1990.3 | （シフト勤務） | （シフト勤務） | （シフト勤務） | （シフト勤務） | （シフト勤務） |
| 1990.4  | 1990.9 | 小西克哉2      | 小島一慶2      | 川瀬眞由美2    | 川瀬眞由美2    | 佐藤仁美2      |
| 1990.10 | 1991.3 | 小西克哉2      | 武見敬三2      | 川瀬眞由美2    | 川瀬眞由美2    | 佐藤仁美2      |
| 1991.4  | 1991.9 | 小西克哉2      | 白水繁彦2      | 筒井里美2      | 川瀬眞由美2    | 川瀬眞由美2    |
| 1991.10 | 1992.9 | 保坂正紀       | 保坂正紀       | 工藤雪枝2      | 川瀬眞由美2    | 川瀬眞由美2    |

1992年10月以降の担当者
| 期間    | 期間   | 月 - 木曜日          | 金曜日               |
| ------- | ------ | -------------------- | -------------------- |
| 1992.10 | 1994.9 | 保坂正紀             | 保坂正紀             |
| 1994.10 | 1996.9 | 保坂正紀             | 木下智佳子           |
| 1996.10 | 2002.3 | （シフト勤務）       | （シフト勤務）       |
| 2002.4  | 2003.3 | 小松靖5              | 小松靖5              |
| 2003.4  | 2003.9 | 小松靖5・6、佐藤紀子 | 小松靖5・6、佐藤紀子 |

週末版
| 期間    | 期間   | 土曜日             | 日曜日             |
| ------- | ------ | ------------------ | ------------------ |
| 1987.10 | 1988.3 | 横舘英雄、佐藤仁美 | 横舘英雄、佐藤仁美 |
| 1988.4  | 1991.3 | 山崎正1            | 山崎正1            |
| 1991.4  | 1991.9 | （シフト勤務）     | （シフト勤務）     |
| 1991.10 | 1993.3 | 大熊英司           | 大熊英司           |
| 1993.4  | 1994.9 | 日下千帆           | 日下千帆           |
| 1994.10 | 1996.9 | 木下智佳子         | 日下千帆           |
| 1996.10 | 1999.3 | 松苗慎一郎3・4     | 松苗慎一郎3・4     |
| 1999.4  | 2000.3 | 保坂正紀           | 保坂正紀           |
| 2000.4  | 2002.6 | 飯村真一3          | 飯村真一3          |
| 2002.7  | 2003.3 | 川瀬眞由美3        | 川瀬眞由美3        |
| 2003.4  | 2003.9 | 真鍋由6            | 真鍋由6            |

- 小西・武見・筒井・白水・工藤以外は、出演当時のテレビ朝日アナウンサー（小島は出演当時、嘱託アナウンサー）
- 1　『ANNニュースライナー』も兼任（山口は1989年3月まで）。
- 2　一部地域で内包されていた『CNNデイブレイク』キャスターを兼務。
- 3　昼の『ANNニュース』も兼任（担当時期は同番組のページを参照）。
- 4　1997年3月まで土曜・日曜の『ステーションEYE』も兼任。
- 5　『朝いち!!やじうま』キャスターを兼務。
- 6　朝の『ANNニュース』も続投。

## ネットしていた局
○は『NNN朝のニュース』→『NNNニュースジパング』とセットで放送していた局。
| 放送対象地域   | 放送局                   | 系列    | 備考                                           |
| -------------- | ------------------------ | ------- | ---------------------------------------------- |
| 関東広域圏     | テレビ朝日（ANB）        | ANN     |                                                |
| 北海道         | 北海道テレビ（HTB）      | ANN     |                                                |
| 青森県         | 青森放送（RAB）          | NNN/ANN | ○日曜日のみ、1991年9月29日まで                 |
| 青森県         | 青森朝日放送（ABA）      | ANN     | 1991年10月1日開局から                          |
| 岩手県         | 岩手朝日テレビ（IAT）    | ANN     | 1996年10月開局から                             |
| 宮城県         | 東日本放送（KHB）        | ANN     |                                                |
| 秋田県         | 秋田朝日放送（AAB）      | ANN     | 1992年10月開局から                             |
| 山形県         | 山形放送（YBC）          | NNN/ANN | ○1993年3月31日まで                             |
| 山形県         | 山形テレビ（YTS）        | ANN     | 1993年4月1日のFNNからANNへのネットチェンジから |
| 福島県         | 福島放送（KFB）          | ANN     |                                                |
| 新潟県         | 新潟テレビ21（NT21）     | ANN     | 現在の略称はUX                                 |
| 長野県         | 長野朝日放送（ABN）      | ANN     | 1991年4月開局から                              |
| 静岡県         | 静岡朝日テレビ（SATV）   | ANN     | 旧：静岡けんみんテレビ（SKT）                  |
| 石川県         | 北陸朝日放送（HAB）      | ANN     | 1991年10月開局から                             |
| 中京広域圏     | 名古屋テレビ（NBN）      | ANN     |                                                |
| 近畿広域圏     | 朝日放送（ABC）          | ANN     | 現：朝日放送テレビ                             |
| 広島県         | 広島ホームテレビ（HOME） | ANN     |                                                |
| 山口県         | 山口朝日放送（YAB）      | ANN     | 1993年10月開局から                             |
| 徳島県         | 四国放送（JRT）          | NNN     | ○平日のみ、1997年3月31日打ち切り               |
| 香川県・岡山県 | 瀬戸内海放送（KSB）      | ANN     |                                                |
| 愛媛県         | 南海放送（RNB）          | NNN     | ○平日のみ、1995年3月31日まで                   |
| 愛媛県         | 愛媛朝日テレビ（EAT）    | ANN     | 1995年4月1日開局から                           |
| 福岡県         | 九州朝日放送（KBC）      | ANN     |                                                |
| 長崎県         | 長崎文化放送（NCC）      | ANN     | 1990年4月開局から                              |
| 熊本県         | 熊本朝日放送（KAB）      | ANN     | 1989年10月開局から                             |
| 大分県         | 大分朝日放送（OAB）      | ANN     | 1993年10月開局から                             |
| 鹿児島県       | 鹿児島放送（KKB）        | ANN     |                                                |
| 沖縄県         | 琉球朝日放送（QAB）      | ANN     | 1995年10月開局から                             |